# Biblioteca Pública de La Coruña Miguel González Garcés
La Biblioteca Pública de La Coruña Miguel González Garcés es una institución bibliotecaria existente desde el año 1995 (18 de abril), localizada en la ciudad española de La Coruña, en Galicia. Forma parte de la Red de Bibliotecas Públicas de Galicia y de la Red de las 53 Bibliotecas Públicas del Estado en España.
Lleva el nombre del escritor, poeta, docente y periodista gallego Miguel González Garcés. Sus instalaciones se dividen en tres plantas, ocupando una superficie total de 6216 m², 5869 m² útiles. 

## Historia
Los datos más antiguos se remontan al año 1895. Se ubicaba en el Instituto IES Eusebio da Guarda, después formó  parte de la Casa de la Cultura de La Coruña, creada en octubre de 1956. En 1989, la Junta de Galicia y el Ministerio de Cultura firmaron un convenio por el cual se transfirieron los fondos documentales a la administración autonómica y el Estado poseía la titularidad.
El 23 de septiembre de 1994 se modifica el convenio en lo que se refiere a la ubicación de la Biblioteca, que pasa desde ese momento al edificio actual, inaugurado en 1995, y a denominarse Biblioteca Pública da Coruña Miguel González Garcés (DOG n.º 74, 18 de abril de 1995), en memoria del poeta e historiador que fue director de la misma desde la década de 1940 a la de 1980.

## Colecciones
Actualmente la biblioteca alberga más de 250 000 títulos, los más antiguos datan del siglo XVI, fondos de la Desamortización. Se le da especial importancia al Fondo de Depósito Legal, las publicaciones impresas en la provincia de La Coruña desde 1958 hasta hoy. La biblioteca también alberga fondos documentales de personajes relevantes en la cultura gallega, tales como Mariano Tudela, Isidro Conde, Casares Quiroga o el fondo personal de Miguel González Garcés entre otros. La sala infantil-juvenil cuenta con una completa colección bibliográfica y multimedia para bebés y niñas y niños a partir de tres años. 

## Servicios y actividades
- Consulta de documentos
- Préstamo de documentos
- Biblioteca accesible
- Internet: Wifi de libre acceso
- Servicio de Préstamo de portátiles y lectores de libros electrónicos
- Servicio de reproducción de documentos
- Servicio de acceso a Internet y Ofimática
- Cesión de espacios: para la organización de eventos culturales, coloquios, exposiciones, realización de trabajos en grupo, etc.
- Servicio de préstamo de libros electrónicos: GaliciaLe
- Servicio de información y referencia
- Comicteca: fondo bibliográfico de cómics para adultos
- Actividades culturales. Formación de usuarios.

## Galería de imágenes

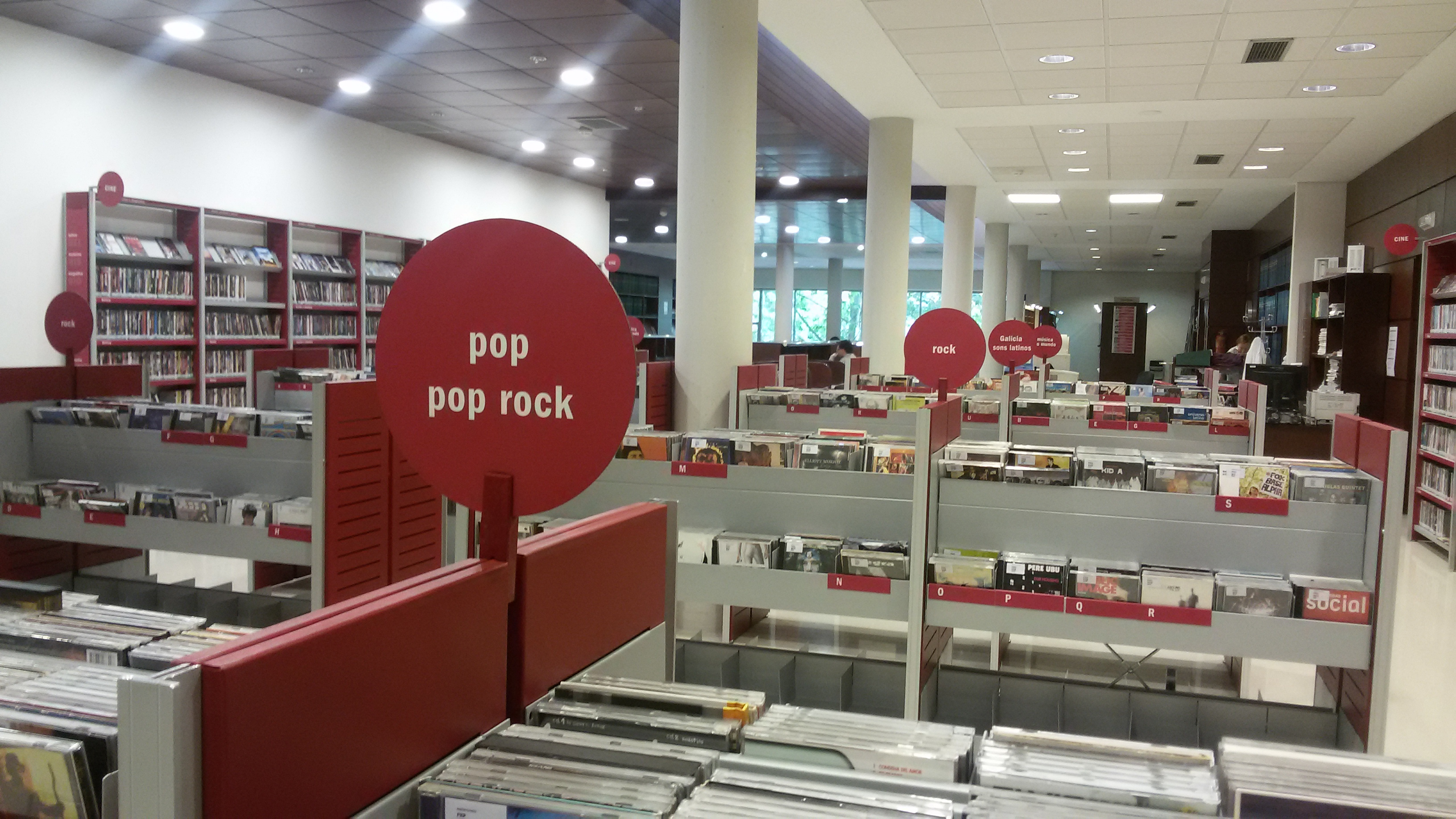
Fonoteca y hemeroteca.
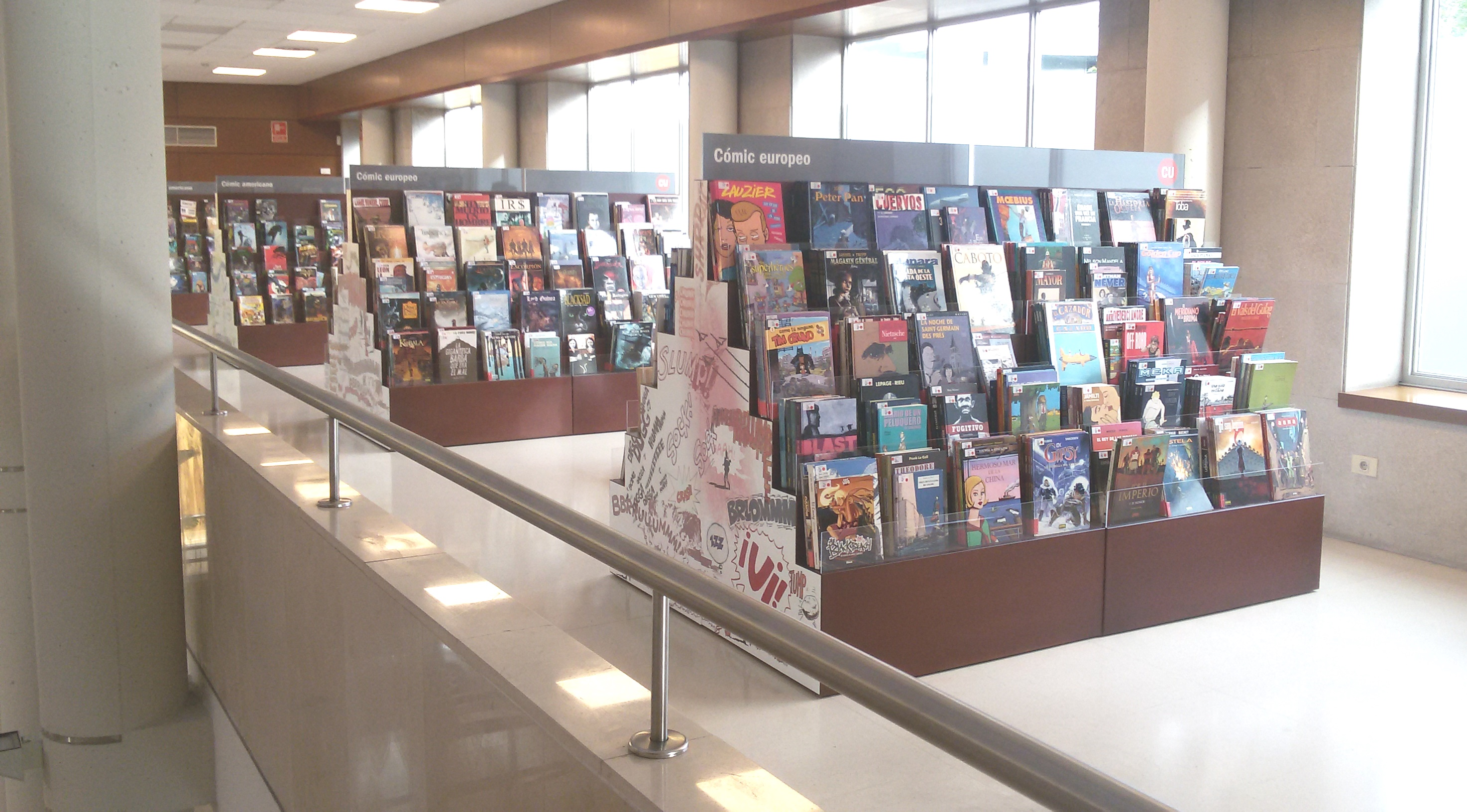
Comicteca.
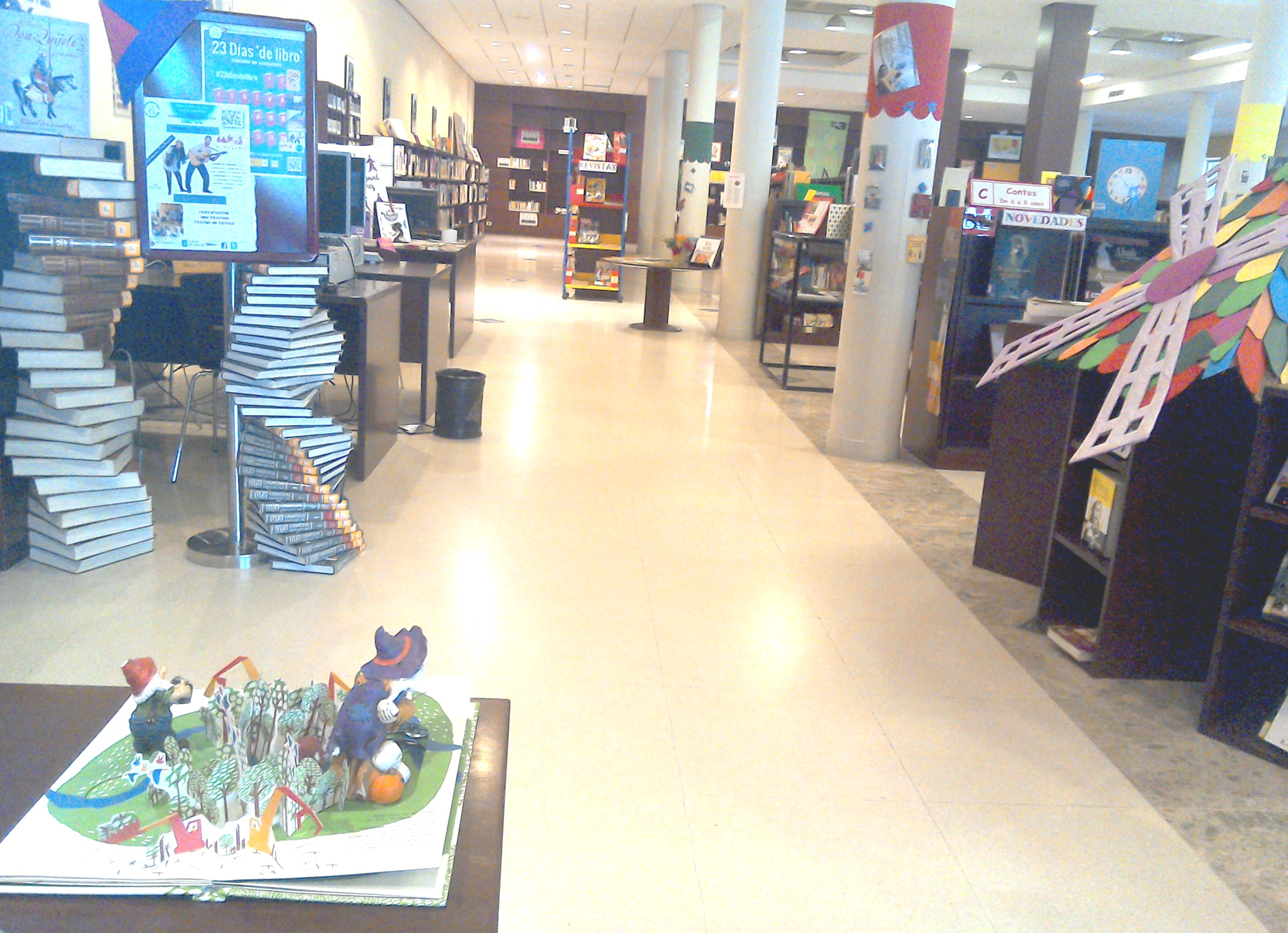
Sala infantil.
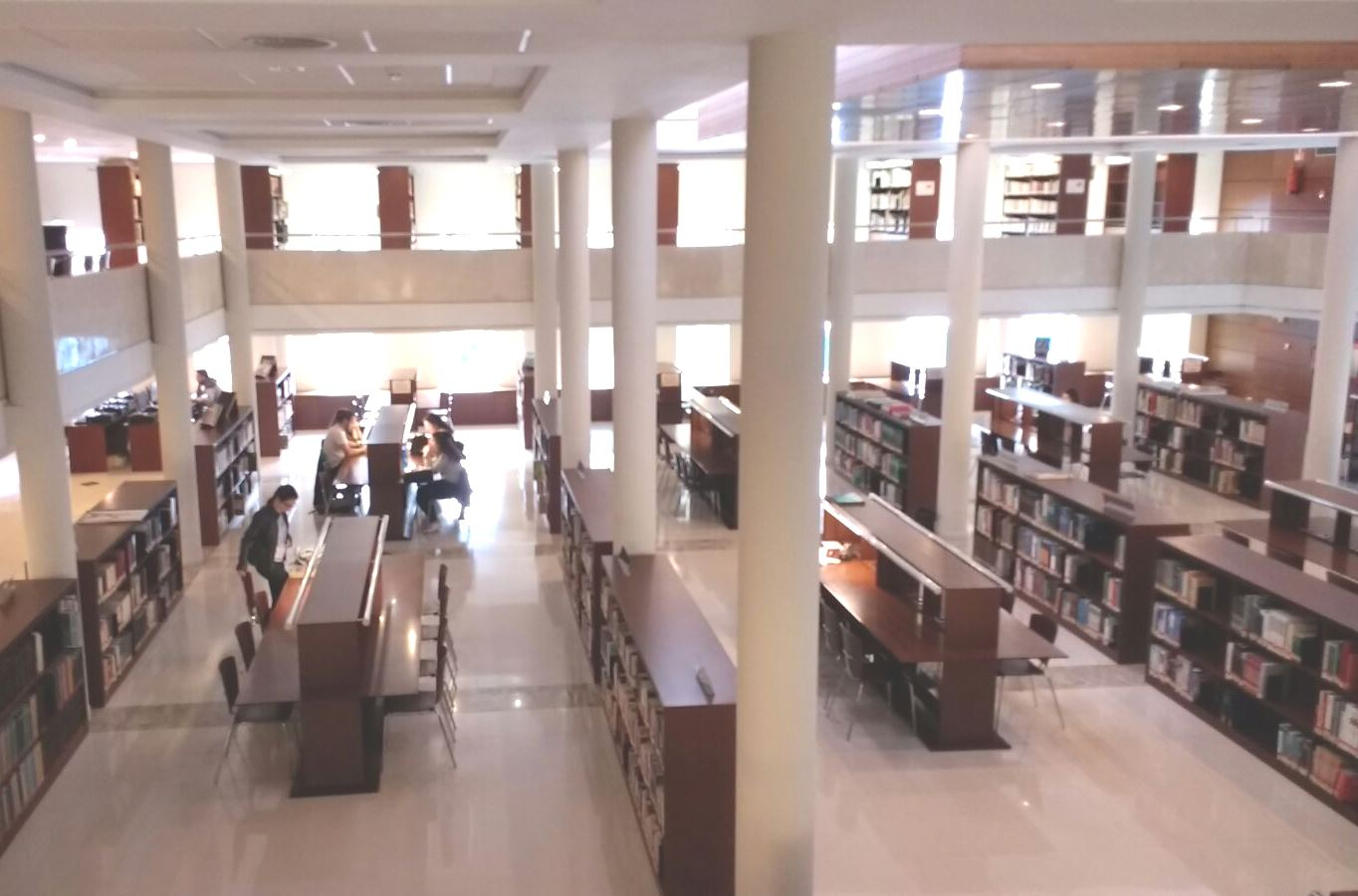
Sala de consulta.
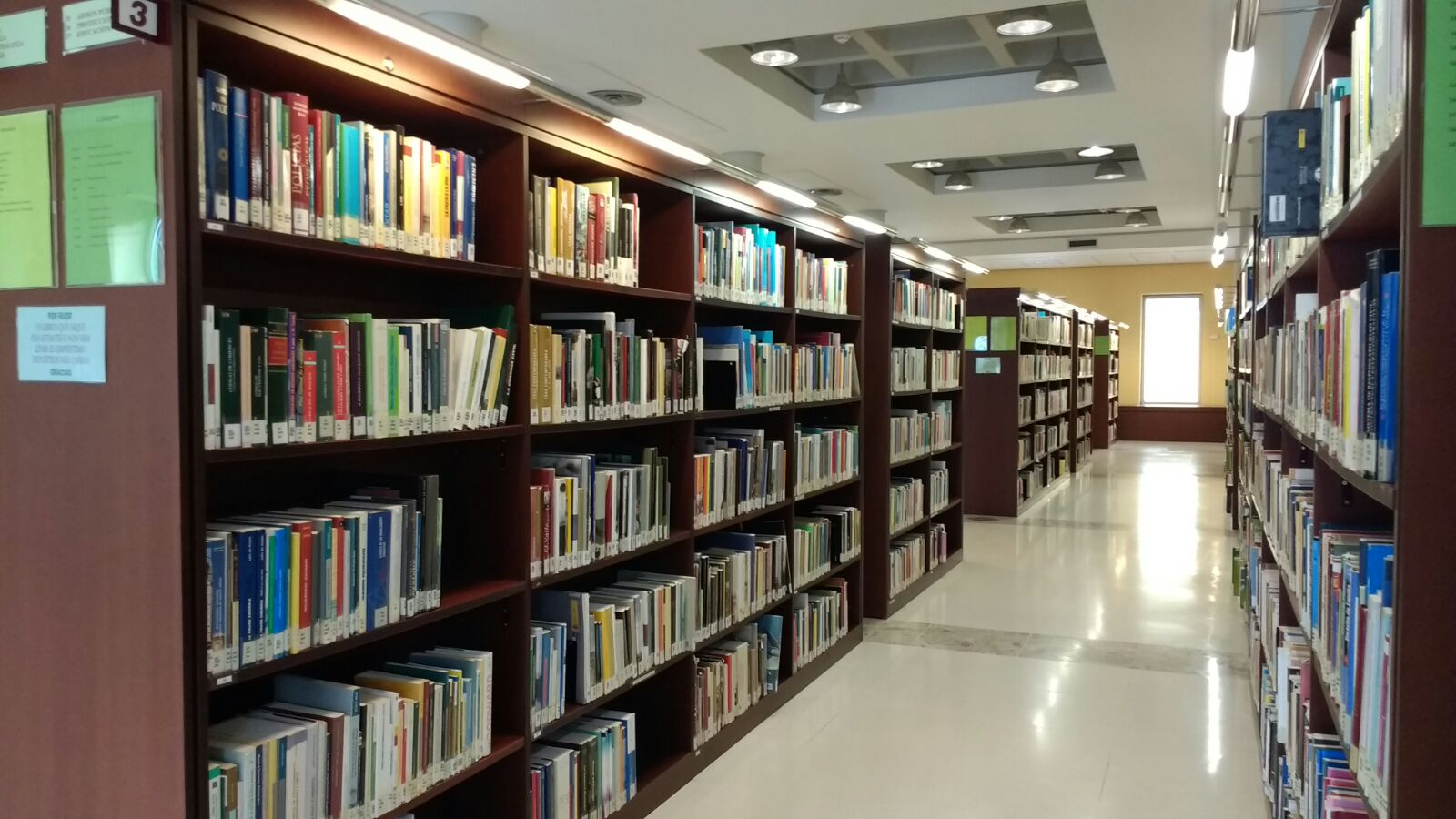
Sala de préstamo.